# Janet Leigh
Janet Leigh (Merced, California, 6 de julio de 1927-Beverly Hills, 3 de octubre de 2004) fue una actriz estadounidense de cine, especialmente recordada por su papel en la película Psicosis, de Alfred Hitchcock, por la cual fue nominada al premio Óscar y ganó un Globo de Oro.

## Biografía

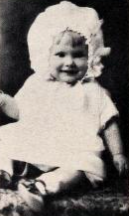
Janet Leigh con nueve meses, c. Abril 1928

Jeanette Helen Morrison nació el 6 de julio de 1927 en Merced, California. Fue la única hija de Helen Lita (nombre de soltera Westergaard) y Frederick Robert Morrison. Sus abuelos maternos eran inmigrantes daneses, y su padre era descendiente de inmigrantes escoceses y alemanes. Poco después de nacer, la familia se mudó a Stockton, donde pasó los primeros años de su vida. Vivían de forma humilde de lo poco que podía ganar su padre en diferentes trabajos en plena época de la Gran Depresión.
Leigh se educó en el presbiterianismo y cantaba en el coro local cuando era pequeña. En 1941, cuando su abuelo paterno cayó enfermo, la familia volvió a Merced y fueron a vivir en casa de sus abuelos. Allí estudió en la Weber Grammar School de Stockton, y posteriormente en la Stockton High School. Leigh era una gran estudiante y se graduó con 16 años.

## Trayectoria

### 1946-1948: Descubrimiento y primeros papeles

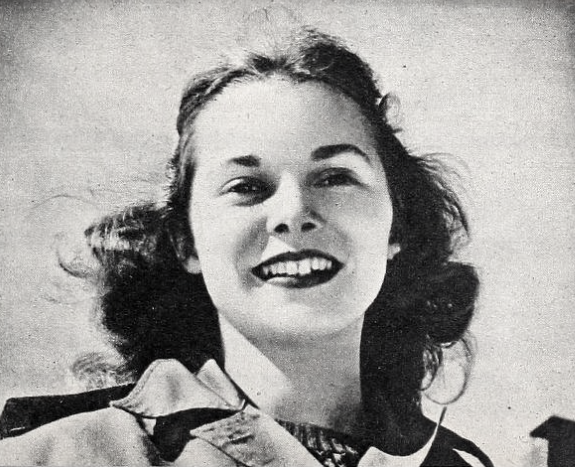
Leigh a los 18 años, (1945); la actriz Norma Shearer le ayudó a acceder a su contrato en MGM gracias a esta foto

En febrero de 1946, la actriz Norma Shearer estaba de vacaciones en el Sugar Bowl, un resort de esquí en las montañas estadounidenses de Sierra Nevada donde los padres de Leigh estaban trabajando en ese momento. En el hall del resort, Shearer vio una fotografía de Leigh tomada por un fotógrafo del club de esquí en las vacaciones de Navidad, que había impreso y colocado en un álbum de fotos disponible para que los invitados acudieran.
A su vuelta a Los Ángeles, Shearer enseñó la foto de la joven al cazador de talentos de Metro-Goldwyn-Mayer Lew Wasserman (el último marido de Shearer, Irving Thalberg, era el jefe de producción de MGM). Ella recordaría más tarde que "esa sonrisa era una de las caras más fascinantes que había visto en años. Sentía que necesitaba enseñar esa cara a alguien del estudio." A través de su relación con MGM, Shearer fue capaz de facilitar pruebas de cámara a Leigh con Selena Royle, después de que Wasserman negociara un contrato con ella y a pesar de su inexperiencia en la actuación. Leigh abandonó el colegio ese año y pronto estuvo bajo la tutela de Lillian Burns para aprender arte dramático.
Antes de iniciar su carrera como actriz, Leigh fue estrella invitada en el radio serial The Cresta Blanca Hollywood Players. Su aparición inicial en radio a los 19 años fue en el programa "All Through the House," un especial de Navidad que apareció el 24 de diciembre de 1946. Su debut en el cine fue el drama de la Guerra Civil The Romance of Rosy Ridge (1947), como contrapeso sentimental de Van Johnson. Consiguió el papel al optar por el papel que finalmente hizo Phyllis Thaxter en Treinta segundos sobre Toquio. Fue visto por el jefe del departamento de talentos del estudio. El estudio cambió el nombre de Leigh por el de "Jeanette Reames", después por el de "Janet Leigh" y finalmente por su nombre de nacimiento "Jeanette Morrison", ya que el estudio consideraba que "Janet Leigh" podía causar confusión con la actriz Vivien Leigh. De todas maneras, Johnson no le gustó el cambio y finalmente se conservó el de "Janet Leigh".

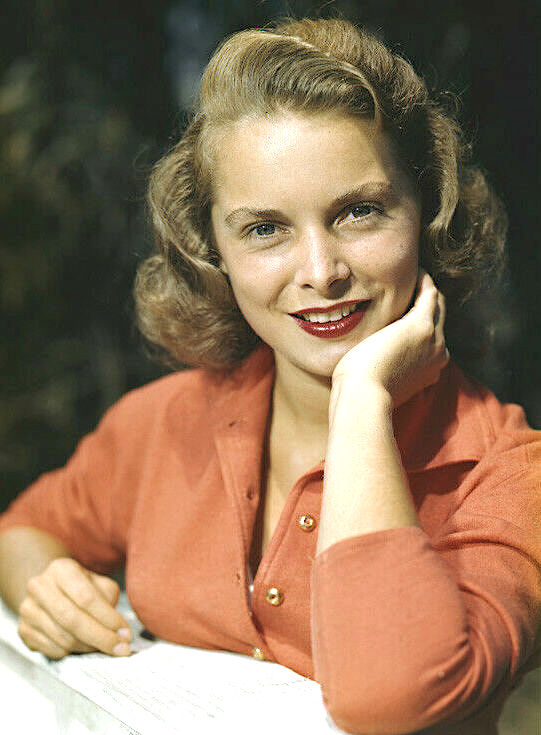
Janet Leigh posando en una foto publicitaria a finales de los 40

Inmediatamente después del estreno del The Romance of Rosy Ridge, Leigh compartiría cartel con Walter Pidgeon y Deborah Kerr en el drama If Winter Comes (1947), haciendo el papel de mujer embarazada de un pueblo inglés. Cerca de 1948, Leigh estuvo ocupada en el rodaje de la película de la saga Lassie Las colinas de mi tierra (1948), su tercer largometraje y el primer en el que recibiría el tratamiento de estrella. Hizo el papel de la joven esposa del compositor Richard Rodgers en el musical de MGM, Letra y música (1948). A finales de 1948, fue nombrada la "chica más glamurosa" de Hollywood.

### 1949-1958: Contrato con MGM y películas independientes
Leigh apareció en numerosas películas en 1949, incluyendo el thriller, Acto de violencia (1949), con Van Heflin y Robert Ryan, dirigida por Fred Zinnemann. A pesar de su fracaso en taquilla, fue bien recibida por la crítica. También tuvo una aparición significativa en una nueva versión de Mujercitas, basada en la novela de Louisa May Alcott, en la que interpreta a Meg March, junto a June Allyson, Elizabeth Taylor y Margaret O'Brien. La cinta también fue alabada por los críticos. También en 1949, Leigh aparece como monja en el drama anticomunista El Danubio rojo, que fue aclamada por los periodistas, y le siguió el rol de amante de Glenn Ford en The Doctor and the Girl. Otras apariciones de 1949 incluyen la de June Forsyte en La dinastía de los Forsyte (1949) junto a Greer Garson y Errol Flynn, y la compañera de reparto de Robert Mitchum en la producción de RKO Negocio en vacaciones (1949). Ese diciembre, comenzó el rodaje del film de Josef von Sternberg Amor a reacción, en la que compite en pantalla con John Wayne. La constante reedición del productor Howard Hughes haría que la película se retrasara casi ocho años para ser estrenada.

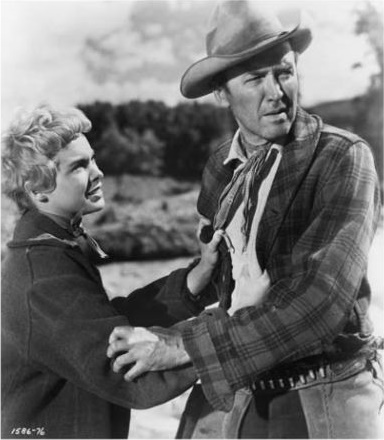
Leigh y James Stewart en Colorado Jim (1952)

Con MGM, apareció en Strictly Dishonorable (1951), una comedia con Ezio Pinza, basada en la obra de Preston Sturges. La película recibió una acogida tibia. Leigh apareció en el film basado en el béisbol Angels in the Outfield (1951), que fue un éxito en taquilla. Ese mismo año, RKO volvió a pedir a la estrella para aparecer en el musical Luces de Broadway (1951), con gran éxito. Posteriormente, fue una de las muchas estrellas que participó en la antología It's a Big Country (1952) y rueda la comedia romántica con Peter Lawford, Just This Once (1952). Leigh volvió a triunfar con la película de aventuras Scaramouche (1952), en el que encarna a Aline de Gavrillac como antagonista de Stewart Granger y Eleanor Parker. Seguiría su éxito entre el público con la comedia Fearless Fagan (1952), que narra la historia de un payaso que entra en el ejército, y junto a James Stewart en el Western Colorado Jim (1953). Esta última, siendo una producción de bajo presupuesto, fue uno de los grandes éxitos del año, tanto de público como de crítica. En 1953 se cerró con una comedia menor Confidentially Connie (1953), en la que Leigh interpreta a una ama de casa embarazada y que intenta persuadir a su marido Van Johnson para que deje su carrera como profesor, y regrese a Texas, para encargarse del rancho familiar.
Paramount tomó prestado a Leigh y Curtis para el film biográfico El gran Houdini (1953), en lo que supone el primer film en la que aparecen juntos encarnando los personajes de Harry y Bess Houdini. La pareja repetiría rodaje como invitados en Colgate Comedy Hour de Martin and Lewis' antes de que Leigh fuera prestada a Universal para aparecer en el musical Walking My Baby Back Home (1953). Leigh fue escogida para compartir créditos con Robert Wagner en El príncipe valiente (1954), una película de aventuras de Fox ambientada en el mundo vikingo y basada en un cómic de Hal Foster. También en 1954, Leigh haría un papel secundario en la comedia Viviendo su vida junto a Dean Martin y Jerry Lewis (1954) para Paramount, seguido de la película de aventuras medieval de Paramount Coraza negra (1954), en la que vuelve a coincidir con Tony Curtis. La carrera frenética de estos años de Leigh seguiría con el papel de cantante femme fatale en el film noir de MGM Prisionero de su traición (1954) con Robert Taylor. Variety elogió su interpretación aunque calificara el guion de la película como ilógico. Después de este film, Leigh acababa su contrato con MGM después de ocho años.

### 1958-1960: Aclamación de la crítica

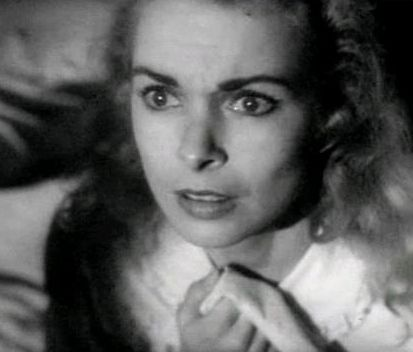
Janet Leigh en Sed de mal (1958)

El 1958 comenzó para Leigh con el papel de Susan Vargas en el clásico film noir de Orson Welles Sed de mal (1958), en Universal con Charlton Heston, una película con numerosas similitudes con la posterior obra maestra de Psycho de Alfred Hitchcock, que se produciría dos años después. En ella, interpreta a una recién casada atormentada en un pueblo fronterizo mexicano. Leigh describiría más tarde el rodaje de la película como una "gran experiencia", pero agregó: "Universal simplemente no podía entenderlo, así que la recortaron. Atrás quedó la indisciplinada pero brillante película que Orson había hecho." Después, Leigh coprotagonizaría el cuarto film junto a Tony Curtis en Los vikingos (1958), producida y coprotagonizada por Kirk Douglas, y rodada en junio de 1958. Distribuida por United Artists, el film tuvo una de las campañas de publicidad más caras de toda la década de los 50. Finalmente, recaudó 13 millones de dólares en todo el mundo. El siguiente trabajo de Leigh fue Vacaciones sin novia, rodada a principios de 1959, en el que volvía a compartir cartel con Curtis, y donde interpreta a una militar psiquiátrica en París.
Leigh empezó una estrecha relación con el Partido Demócrata y apareció junto a Curtis en la Convención Nacional Demócrata de 1960 dando apoyo a John F. Kennedy. También formó parte de la junta directiva de Motion Picture and Television Foundation, un proveedor de servicios médicos para los actores. Leigh y Curtis volvieron a trabajar juntos para Columbia Pictures en ¿Quién es esa chica? (rodada a principios de 1960), en la que Leigh interpreta a una esposa que atrapa a su marido profesor (Curtis) engañándola, desencadenando una serie de percances.

### Psicosis

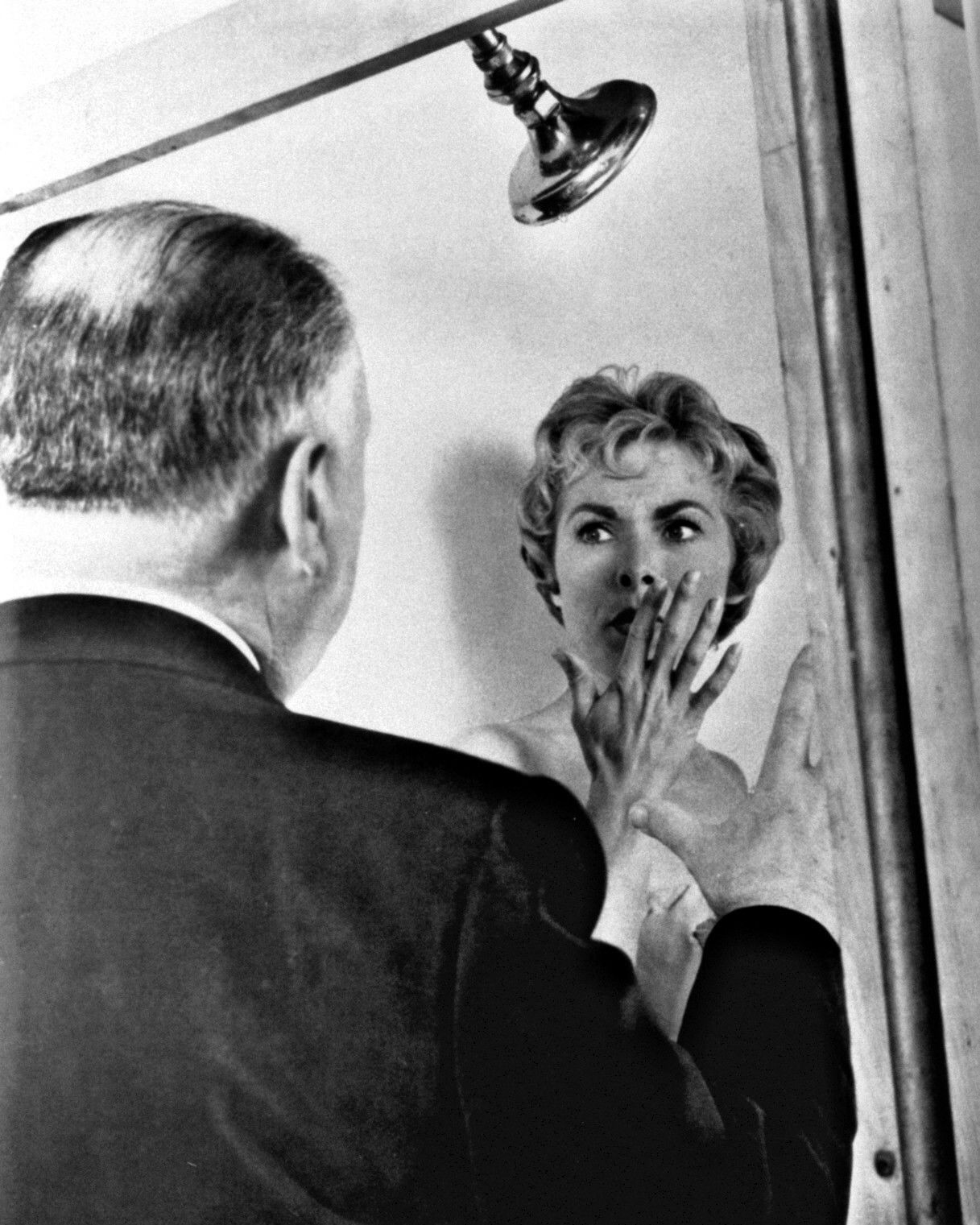
Leigh recibiendo instrucciones de Alfred Hitchcock en la escena de la ducha en Psicosis (1960)

En 1960, le llegó el papel más icónico de la carrera de Leigh. Encarnó el rol de la víctima Marion Crane en el clásico de Psicosis de Alfred Hitchcock, coprotagonizada por John Gavin y Anthony Perkins, y producida por Universal.
El papel de Marion en Psicosis no era un rol fácil ni convencional debido a varios factores, como la muerte prematura del personaje o el semidesnudo en la ducha. Janet Leigh, tras leer el libro Psicosis, que le envió personalmente Alfred Hitchcock, quedó muy intrigada y aceptó de inmediato. Sobre todo, valoraba la oportunidad de trabajar con el "Señor" Hitchcock, así como lo singular e inusual del tratamiento del personaje en la película.
La escena de la ducha (que después sería la más famosa de la película) llevó un total de una semana rodarla debido a su complejidad. Janet Leigh rodó tres semanas, una de las cuales las dedicó a la escena de la ducha. Posteriormente, Leigh recordaría que quedó tan profundamente traumatizada rodando esa escena que hizo todo lo posible para evitar las duchas el resto de su vida.
Psycho se convirtió en un enorme éxito de crítica y público. Por su interpretación, Leigh recibió el Globo de Oro a la mejor actriz de reparto y una nominación al Óscar a la mejor actriz de reparto. El papel de Marion Crane se convirtió en un papel que le definirían su carrera y comentaría posteriormente: "He estado en muchas películas, pero supongo que si un actor puede ser recordado por un papel, entonces es muy afortunado. Y en ese sentido soy afortunada". La muerte de su personaje al principio de la película ha sido señalada como históricamente relevante por los estudiosos del cine, ya que violaba las convenciones narrativas de la época, aunque su muerte es considerada como una de las escenas más icónicas de la historia del cine.

### Trabajos en la década de los 60

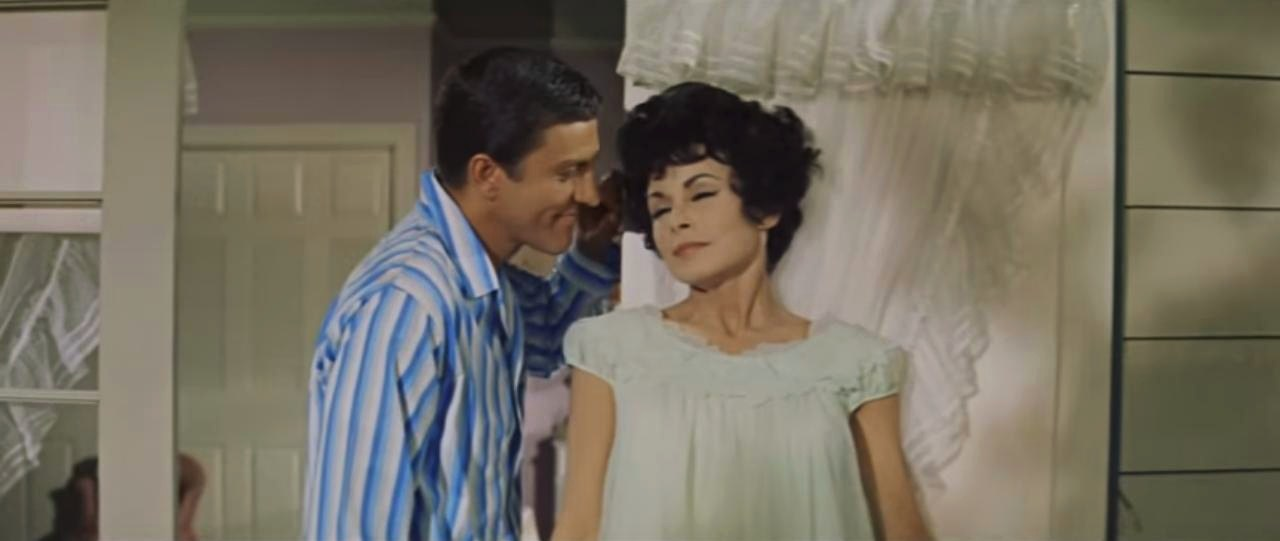
Dick Van Dyke y Janet Leigh en un fotograma del musical Un beso para Birdie

Leigh y Curtis volvieron a trabajar juntos. En este caso, para un par de cameos en el film de Columbia Pepe (1960), en lo que sería su último trabajo justo antes de su divorcio. En 1962, mientras Leigh estaba filmando el thriller The Manchurian Candidate, Curtis pidió el divorcio. Después de esto, Leigh aparecería en la comedia musical Un beso para Birdie (1963), basada en un éxito de Broadway. También aparecería en la comedia Ellas y las otras (1963) del director Hal Wallis para Paramount.
Leigh se tomó tres años de descanso descartando papeles importantes, como el de Simone Clouseau en La pantera rosa, porque no quería viajar y, de esta manera, separarse de sus dos hijas. Volvería en 1966, en diversos films: primero, en el western Kid Rodelo (1966), seguido de la policíaca Harper (1966), en la que interpreta a la esposa separada de Paul Newman. Su siguiente proyecto sería la psiquiatra de Jerry Lewis en la comedia Tres en un sofá, seguida del papel protagonista en Esclavos del pecado, basada en la novela de Norman Mailer, en la que sería la última película en la que recibiría buenas críticas.

### 1970-2005: Otros proyectos y años finales
Las primeras apariciones de Leigh en la televisión fueron en programas como Bob Hope Presents the Chrysler Theatre y The Red Skelton Hour. También protagonizó muchos telefilms, como The House on Greenapple Road (ABC) en enero de 1970 con altos índices de audiencia. En 1972, Leigh protagonizaría el film de ciencia ficción La larga noche de la furia con Stuart Whitman, así como también el drama Una mujer sin amor con Trish Van Devere. En 1975, encarnó a una cantante de Hollywood Peter Falk en el episodio Forgotten Lady de Columbo. El episodio utiliza imágenes de Leigh de la película Walking My Baby Back Home (1953). Entre las múltiples apariciones en la televisión destacan un episodio en la serie The Man from U.N.C.L.E. en la que interpretó a una sádica agente de Thrush llamada Miss Dyketon, un papel muy provocativo para la televisión convencional de la época. Las dos partes de ese episodio fueron fusionadas en una y presentadas en Europa como una película titulada The Spy in the Green Hat (1967). También aparece en el episodio "Jenny" de The Virginian (1970). En 1973, también aparecería en el episodio "Beginner's Luck" de la serie romátinca Love Story.

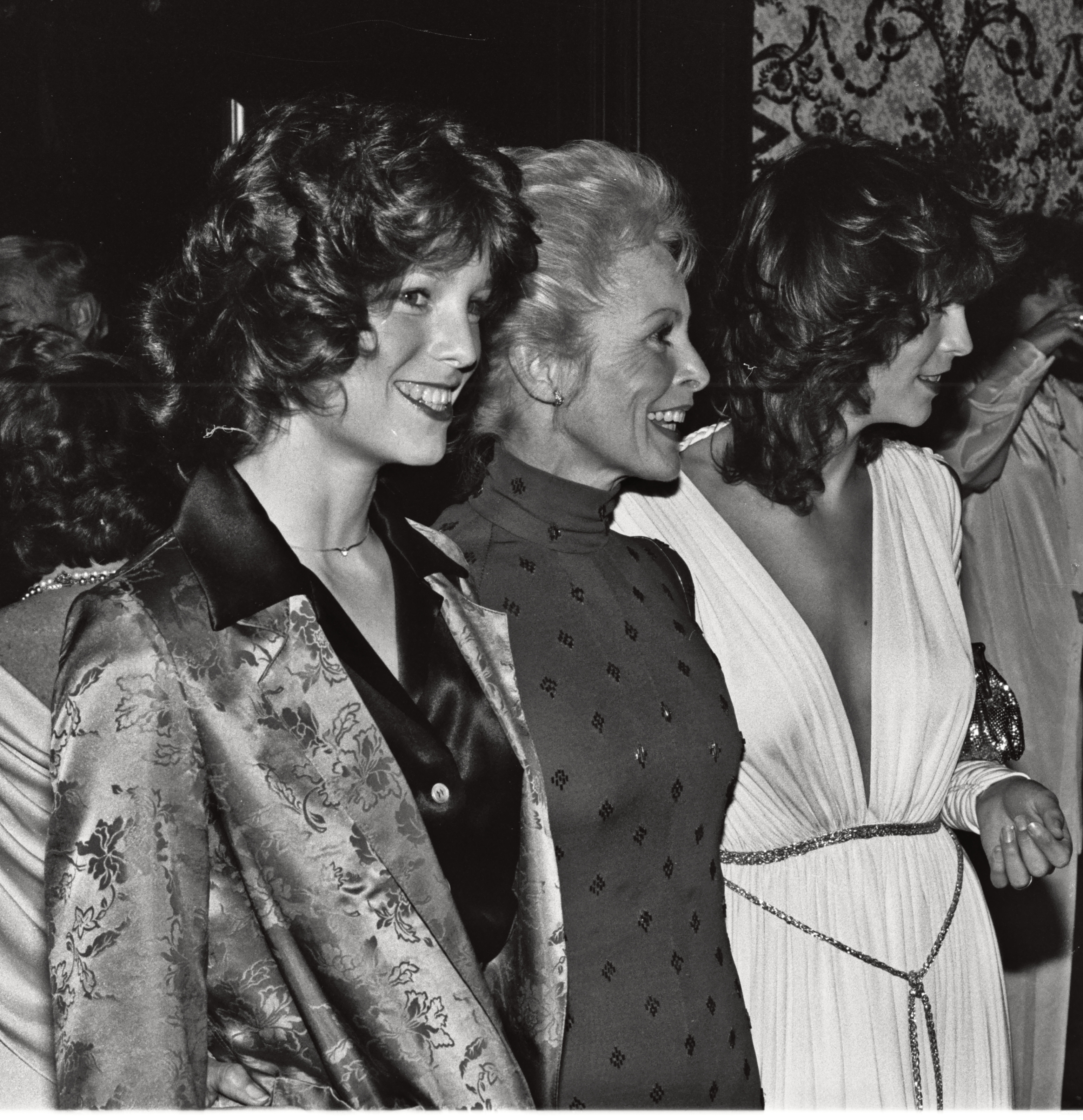
Janet Leigh con sus hijas Kelly Curtis (izquierda) y Jamie Lee Curtis (derecha) en mayo de 1979

Leigh también probó el teatro en esos años. Hizo su debut en Broadway con la producción Murder Among Friends junto a Jack Cassidy, que se estrenaría en el Biltmore Theatre el 28 de diciembre de 1975. La obra tuvo 17 funciones hasta clausurarse el 10 de enero de 1976. La obra recibió críticas variadas, con algunos críticos que asistieron a las presentaciones previas que no les gustó el espectáculo. En 1979, Leigh apareció como secundaria en el film Boardwalk junto a Ruth Gordon y Lee Strasberg, obteniendo buenas críticas como la de Vincent Canby del The New York Times tildando su actuación como "su mejor interpreatación en años". Aparte de su faceta como actriz, Leigh también escribió cuatro libros. El primero, sus memorias tituladas There Really Was a Hollywood (1984), convirtiéndose en un bestseller. En 1995, publicó otra obra de no-ficción Psycho: Behind the Scenes of the Classic Thriller. En 1996, publicó su primera novela, House of Destiny, que exploraba la vida de dos amigos que forjaron un imperio que cambiaría el curso de la historia de Hollywood. El éxito del libro dio lugar a una secuela, The Dream Factory (2002), que se ambientó en Hollywood durante el apogeo del sistema de estudios.
Leigh aparecería junto a su hija, Jamie Lee Curtis, en la película de terror La niebla (1980) de John Carpenter, en la que una goleta fantasma desata fantasmas en una pequeña comunidad costera. Leigh aparecería nuevamente junto a su hija en Halloween: H20. Veinte años después (1998), encarnando a la secretaria de Laurie Strode. Volvió a aparecer en la serie Murder, She Wrote en el epeisodio "Doom with a View" (1987), como Barbara LeMay en el episodio de The Twilight Zone "Rendezvous in a dark place" (1989) y en la serie Touched by an Angel en el episodio "Charade" (1997). También tuvo apariciones tanto en La isla de la fantasía, en The Love Boat y Tales of the Unexpected. Leigh continuó concediendo entrevistas y apareciendo en eventos de alfombra roja a principios de la década de 2000. Su último aparición cinematográfica fue en la película adolescente Bad Girls from Valley High (2005), junto a Christopher Lloyd.

## Vida personal
En 1942 se casó con John Carlyle, divorciándose poco después. Entre 1946 y 1948 estuvo casada con Stanley Reames. Entre 1951 y 1963 vivió con su tercer marido, el actor Tony Curtis, con quien tuvo a sus hijas Kelly y Jamie Lee Curtis, ambas actrices, y junto a quienes filmó varias películas. El divorcio entre ambos se acabó firmando en Ciudad Juárez el 14 de septiembre de 1962. Leigh comentaría posteriormente que el divorcio era el resultado de "problemas externos", entre los que se incluían la muerte del padre de Curtis.
Al día siguiente de este divorcio, Leigh contraía matrimonio con el broker Robert Brandt (1927–2009) en una ceremonia privada en Las Vegas.  Fue su matrimonio más duradero y estarían juntos hasta la muerte de la actriz en 2004.

## Fallecimiento
Leigh falleció el 3 de octubre de 2004, a los 77 años, en su hogar de Beverly Hills (California) debido a complicaciones de una inflamación de los vasos sanguíneos que le aquejaba desde un año atrás. Su muerte sorprendió a muchos, ya que no había revelado su enfermedad al público. Fue incinerada y sus cenizas reposan en el Westwood Village Memorial Park Cemetery en Westwood Village en Los Ángeles.

## Filmografía

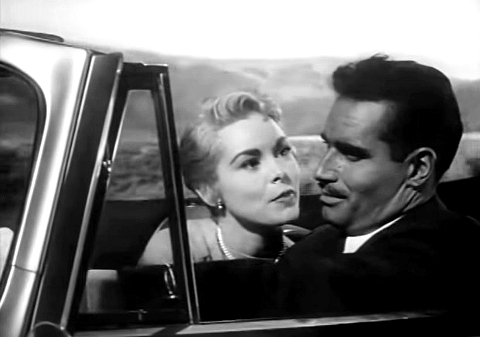
Janet Leigh y Charlton Heston en una imagen promocional de Touch of Evil (1958).

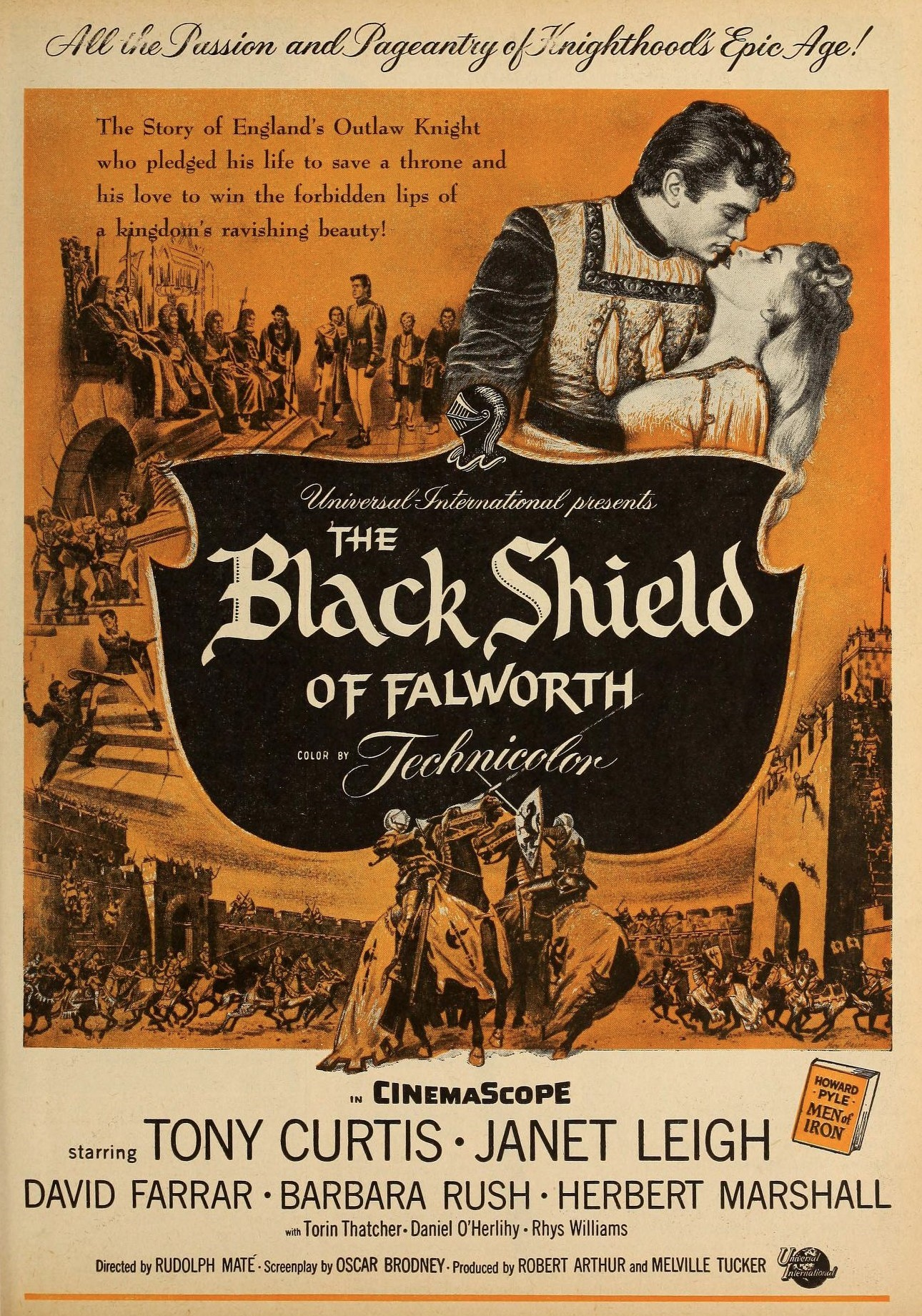
Cartel publicitario de Coraza negra (1954).

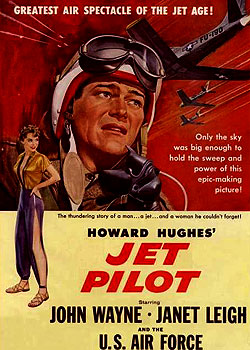
Cartel publicitario de Amor a reacción (1957).

| Año  | Título en español                                   | Título original                       | Director                     | Personaje                      |
| ---- | --------------------------------------------------- | ------------------------------------- | ---------------------------- | ------------------------------ |
| 1947 | El romance de Rosy Ridge                            | The Romance of Rosy Ridge)            | Roy Rowland                  | Lissy Anne MacBean             |
| 1947 | If winter comes                                     | If winter comes                       | Victor Saville               | Effie Bright                   |
| 1948 | Las colinas de mi tierra                            | Hills of home                         | Fred M. Wilcox               | Margit Mitchell                |
| 1948 | Letra y música                                      | Words and music                       | Norman Taurog                | Dorothy Feiner Rodgers         |
| 1948 | Acto de violencia                                   | Act of Violence                       | Fred Zinnemann               | Edith Enley                    |
| 1949 | Mujercitas                                          | Little Women                          | Mervyn LeRoy                 | Meg March                      |
| 1949 | El Danubio rojo                                     | The Red Danube                        | George Sidney                | Maria Buhlen                   |
| 1949 | The Doctor and the Girl                             | The Doctor and the Girl               | Curtis Bernhardt             | Evelyn Heldon                  |
| 1949 | La dinastía de los Forsyte                          | That Forsyte Woman                    | Compton Bennett              | June Forsyte                   |
| 1949 | Negocio en vacaciones                               | Holiday Affair                        | Don Hartman                  | Connie Ennis                   |
| 1951 | Strictly Dishonorable                               | Strictly Dishonorable                 | Norman Panama y Melvin Frank | Isabelle Perry                 |
| 1951 | Angels in the Outfield                              | Angels in the Outfield                | Clarence Brown               | Jennifer Paige                 |
| 1951 | Luces de Broadway                                   | Two Tickets to Broadway               | James V. Kern                | Nancy Peterson                 |
| 1951 | It's a Big Country                                  | It's a Big Country                    | Diferentes directores        | Rosa Szabo Xenophon            |
| 1952 | Just This Once                                      | Just This Once                        | Don Weis                     | Lucy Duncan                    |
| 1952 | Scaramouche                                         | Scaramouche                           | George Sidney                | Aline de Gavrillac de Bourbon  |
| 1952 | Fearless Fagan                                      | Fearless Fagan                        | Stanley Donen                | Abby Ames                      |
| 1953 | Colorado Jim                                        | The Naked Spur                        | Anthony Mann                 | Lina Patch                     |
| 1953 | Confidentially Connie                               | Confidentially Connie                 | Edward Buzzell               | Connie Bedloe                  |
| 1953 | El gran Houdini                                     | Houdini                               | George Marshall              | Bess Houdini                   |
| 1953 | Walking My Baby Back Home                           | Walking My Baby Back Home             | Lloyd Bacon                  | Chris Hall                     |
| 1954 | El príncipe Valiente                                | Prince Valiant                        | Henry Hathaway               | Princesa Aleta                 |
| 1954 | Viviendo su vida                                    | Living It Up                          | Norman Taurog                | Wally Cook                     |
| 1954 | Coraza negra                                        | The Black Shield of Falworth          | Rudolph Maté                 | Lady Anne                      |
| 1954 | Prisionero de su traición                           | Rogue Cop                             | Roy Rowland                  | Karen Stephanson               |
| 1955 | Los blues de Pete Kelly                             | Pete Kelly's Blues                    | Jack Webb                    | Ivy Conrad                     |
| 1955 | Mi hermana Elena                                    | My Sister Eileen                      | Richard Quine                | Eileen Sherwood                |
| 1956 | Safari                                              | Safari                                | Terence Young                | Linda Latham                   |
| 1957 | Amor a reacción                                     | Jet pilot                             | Josef von Sternberg          | Tennte Anna Marladovna Shannon |
| 1958 | Sed de mal                                          | Touch of Evil                         | Orson Welles                 | Susan Vargas                   |
| 1958 | Los vikingos                                        | The Vikings                           | Richard Fleischer            | Morgana                        |
| 1958 | Vacaciones sin novia                                | The Perfect Furlough                  | Blake Edwards                | Teniente Vicki Loren           |
| 1960 | ¿Quién era esa chica?                               | Who Was That Lady?                    | George Sidney                | Ann Wilson                     |
| 1960 | Psicosis                                            | Psycho                                | Alfred Hitchcock             | Marion Crane                   |
| 1960 | Pepe                                                | Pepe                                  | George Sidney                | Ella misma                     |
| 1962 | El mensajero del miedo                              | The Manchurian Candidate              | John Frankenheimer           | Eugenie Rose Chaney            |
| 1963 | Un beso para Birdie                                 | Bye Bye Birdie                        | George Sidney                | Rosie DeLeon                   |
| 1963 | Ellas y las otras                                   | Wives and Lovers                      | John Rich                    |                                |
| 1966 | Kid Rodelo                                          | Kid Rodelo                            | Richard Carlson              | Nora                           |
| 1966 | Harper, investigador privado                        | Harper                                | Jack Smight                  | Susan Harper                   |
| 1966 | Tres en un sofá                                     | Three on a Couch                      | Jerry Lewis                  | Dr. Elizabeth Acord            |
| 1966 | Esclavos del pecado                                 | An American Dream                     | Joseph Sargent               |                                |
| 1967 | The Spy in the Green Hat                            | The Spy in the Green Hat              | Joseph Sargent               | Señora Diketon                 |
| 1967 | Diamantes a gogó                                    | Ad Ogni Costo                         | Giuliano Montaldo            |                                |
| 1969 | Hello Down There (aka Sub-A-Dub-Dub)                | Hello Down There (aka Sub-A-Dub-Dub)  | Jack Arnold y Ricou Browning | Vivian Miller                  |
| 1972 | Una mujer sin amor                                  | One Is a Lonely Number                | Mel Stuart                   |                                |
| 1972 | La larga noche de la furia                          | Night of the Lepus                    | William F. Claxton           | Gerry Bennett                  |
| 1979 | Boardwalk                                           | Boardwalk                             | Stephen Verona               | Florence Cohen                 |
| 1980 | La niebla                                           | The Fog                               | John Carpenter               | Kathy Williams                 |
| 1985 | El mundo de las películas de fantasía de George Pal | The Fantasy Film Worlds of George Pal | Arnold Leibovit              |                                |
| 1998 | Halloween H20. 20 años después                      | Halloween H2O: Twenty Years Later     | John Carpenter               |                                |
| 2005 | Las chicas malas del valle                          | Bad Girls from Valley High            | John T. Kretchmer            | Edwina Witt                    |

## Premios y distinciones
Premios Óscar
| Año  | Categoría               | Película | Resultado |
| ---- | ----------------------- | -------- | --------- |
| 1961 | Mejor actriz de reparto | Psicosis | Nominada  |